# Паламар Руслан Юрійович
Руслан Юрійович Паламар (нар. 9 серпня 1993, Одеса, Україна) — український футболіст, півзахисник футбольного клубу «Вікторія».

## Життєпис
Народився в Одесі. Вихованець місцевих ДЮСШ-11 та «Чорноморця», перший тренер — Олександр Миколайович Баранов. В основному виступав за «моряків» у молодіжному чемпіонаті України, але також провів і декілька поєдинків за першу команду «Чорноморця».
У 2015 році перейшов до складу аматорського одеського клубу «Жемчужина». Разом з командою пройшов шлях від аматорів до професіоналів. На професіональному рівні дебютував у складі «Жемчужини» 20 липня 2016 року в переможному (1:2) виїзному поєдинку 1-о попереднього етапу кубку України проти запорізького «Металурга». Руслан вийшов на поле в стартовому складі та відіграв увесь матч, а на 3-й хвилині поєдинку відзначився голом у воротах запорізького колективу. У Другій лізі дебютував 24 липня 2016 року в переможному (3:0) домашньому поєдинку 1-о туру проти «Нікополя-НПГУ». Паламар вийшов на поле в стартовому складі та відіграв увесь поєдинок, а на 73-й хвилині відзначився голом.

## Досягнення
- Друга ліга чемпіонату України:
  -  Переможець (1): 2016/17